# Giorgio Avola
Giorgio Avola (* 8. května 1989 Modica, Itálie) je italský sportovní šermíř, který se specializuje na šerm fleretem.
Itálii reprezentuje od druhého desetiletí jednadvacátého století. Na olympijských hrách startoval v roce 2012 v soutěži družstev a v roce 2016 v soutěži jednotlivců a družstev. V soutěži jednotlivců se na olympijských hrách 2016 probojoval do čtvrtfinále. V roce 2011 obsadil třetí místo na mistrovství světa v soutěži jednotlivců a v roce 2011 získal titul mistra Evropy. S italským družstvem fleretistů vybojoval na olympijských hrách 2012 zlatou olympijskou medaili. V roce 2013 a 2015 vybojoval s družstvem titul mistrů světa a v roce 2010, 2011 a 2012 titul mistrů Evropy.